# Autorité de gestion des parcs et de la faune du Zimbabwe
L'Autorité de gestion de la faune sauvage et des parcs du Zimbabwe (Zimparks) est une agence du gouvernementale du Zimbabwe dont la mission est de gérer les parcs nationaux. À l'origine, ces parcs avaient été créés afin de mettre en valeur les terres improductives. À cette époque l'attention n'était pas prétée aux projets de conservation du patrimoine. La législation ayant évolué, des moyens furent mis en œuvre tant et si bien que le pays est devenu un leader mondial dans la gestion de la faune.
Après le massacre de 300 éléphants au cyanure par des braconniers, les autorités des parcs ont contribué à la production de film Gonarezhou s'inspirant de l'affaire, afin de sensibiliser les citoyens sur le braconnage,,.

## Historique
La première réserve de chasse proclamée fut Wankie (aujourd'hui parc national Hwange), créée en 1928 elle fut modernisée avec la loi de 1949 relative aux parcs nationaux. Ce parc situé au Zimbabwe, s'étend sur 14 620 km2 et comprend neuf des dix espèces protégées du pays. C'est aussi l'un des derniers grands sanctuaires pour les éléphants, lions et les buffles en Afrique.
L'agence Parks and Wildlife Act a été instituée en 1975. Elle fut un élément déterminant dans le développement de la prise de conscience chez les autochtones aux bénéfices qu'ils pourraient tirer avec une bonne conservation de leur patrimoine. Avec la privatisation des terres les populations devinrent propriétaires des terres qui leur furet assignées, mais aussi de la faune qui s'y rattachait. Ils prirent ainsi conscience des enjeux et des richesses qu'impliquait la nouvelle politique. Peu à peu, les éléphants et les zèbres ne furent plus considérés comme des nuisances pour les agriculteurs, ils les apprécièrent comme un atout majeur pour l'économie et le tourisme.
Les zones rurales où s'étaient implantés des parcs nationaux ont obtenu l'aval des « conseils ruraux. » Le statut d'autorité appropriée leur fut attribué. C'est ainsi que le programme de gestion des zones communes pour les ressources autochtones, (CAMPFIRE) a vu le jour, et qu'il est rapidement devenu une garantie dans les rentrées des recettes financières octroyées aux communautés rurales.
Cette philosophie a été adoptée progressivement sur une base panafricaine. Elle est un modèle qui s'est mise en œuvre en Asie et en Amérique du Sud.

## Parcs de la paix actuels

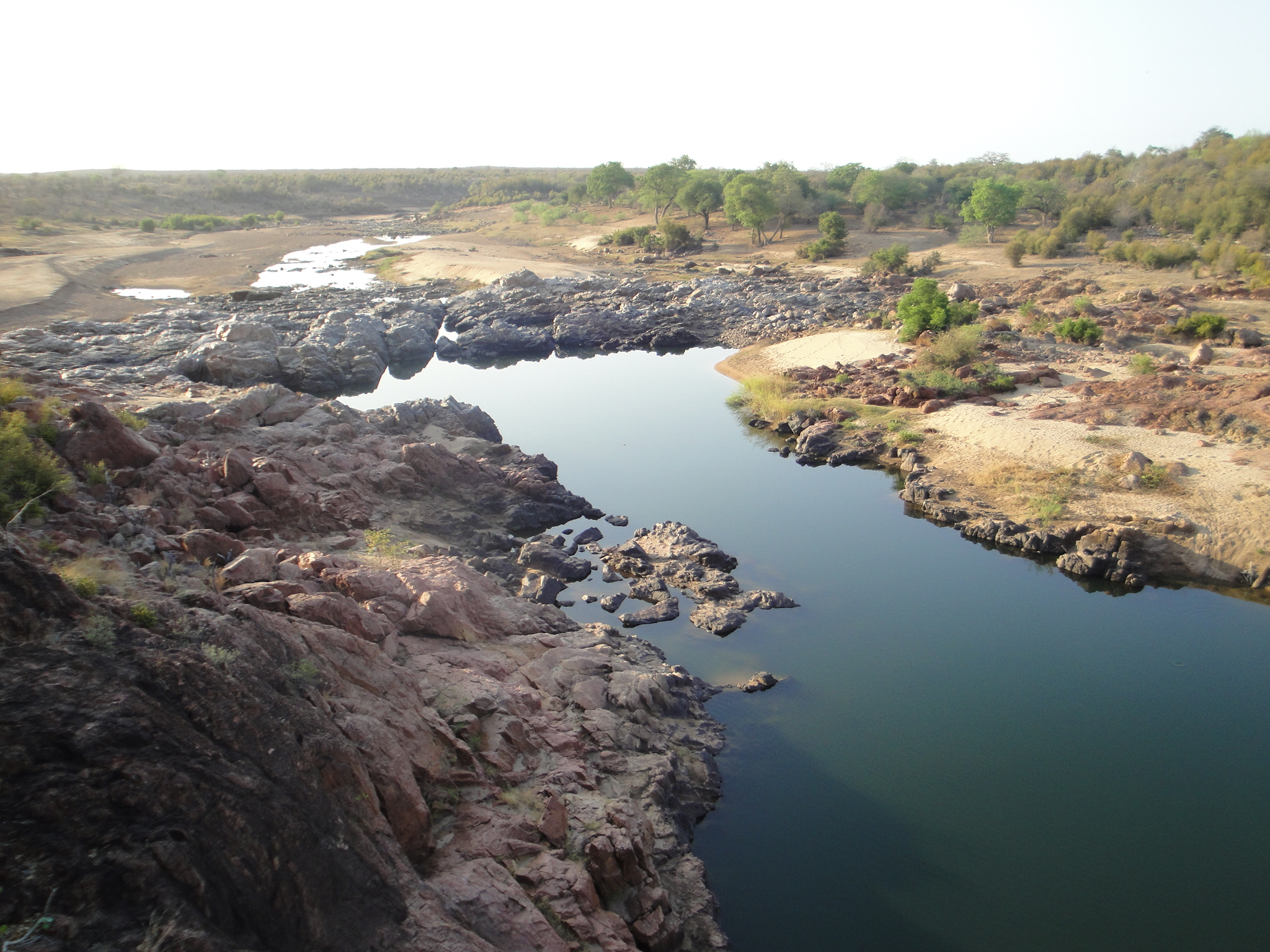
Makokwani

- Le parc transfrontalier du Grand Limpopo: la superficie prévue sera de 35 400 km2. Dans sa finalité il reliera le parc national Limpopo (anciennement Coutada 16) dans la province de Gaza, au Mozambique, le parc national Kruger avec la région de Makuleke en Afrique du Sud et le parc national Gonarezhou avec le sanctuaire Manjinji Pan et la zone de safari Malipati au Zimbabwe.

- La zone de conservation transfrontalière du Kavango-Zambèze : elle comprend la majeure partie du bassin supérieur du Zambèze ainsi que le bassin et le delta de l'Okavango. La zone inclut la bande de Caprivi, en Namibie, l'extrémité sud-est de l'Angola, le sud-ouest de la Zambie, les terres sauvages du nord du Botswana et l'ouest du Zimbabwe. Le centre de la zone est au confluent de la Chobe et du Zambèze, où se trouvent les frontières entre le Botswana, la Namibie, la Zambie et le Zimbabwe. Elle englobe notamment le parc national de Chobe, le parc national Hwange, le delta de l'Okavango au Botswana et les chutes Victoria.

## Parcs nationaux actuels
- Parc national de Chimanimani
- Parc national de Chizarira
- Parc national Gonarezhou
- Parc national Hwange
- Parc national de Mana Pools
- Parc national de Matobo
- Parc national de Matusadona

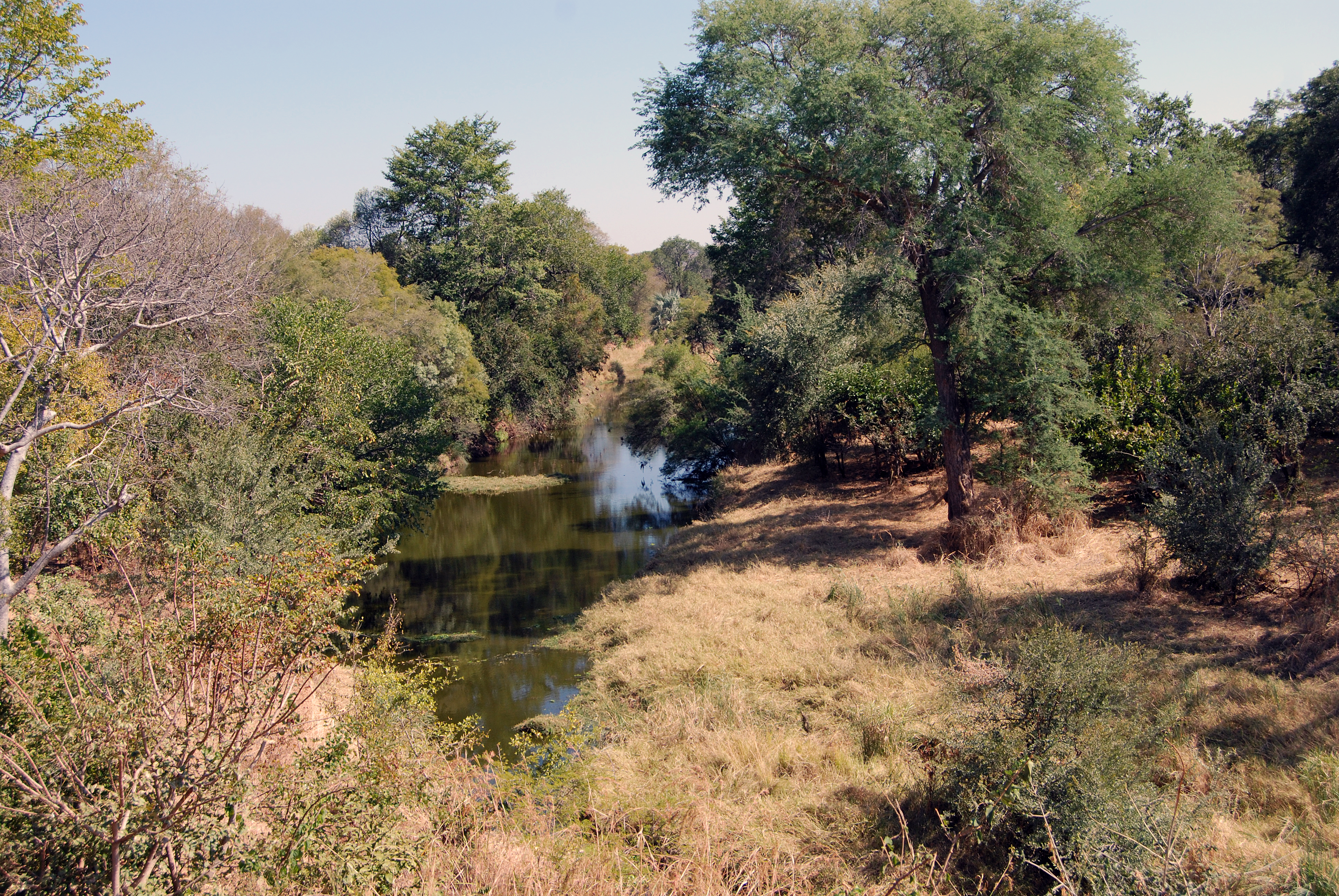
Chutes Victoria

- Parc national de Nyanga , qui comprend le parc national de Mutarazi Falls

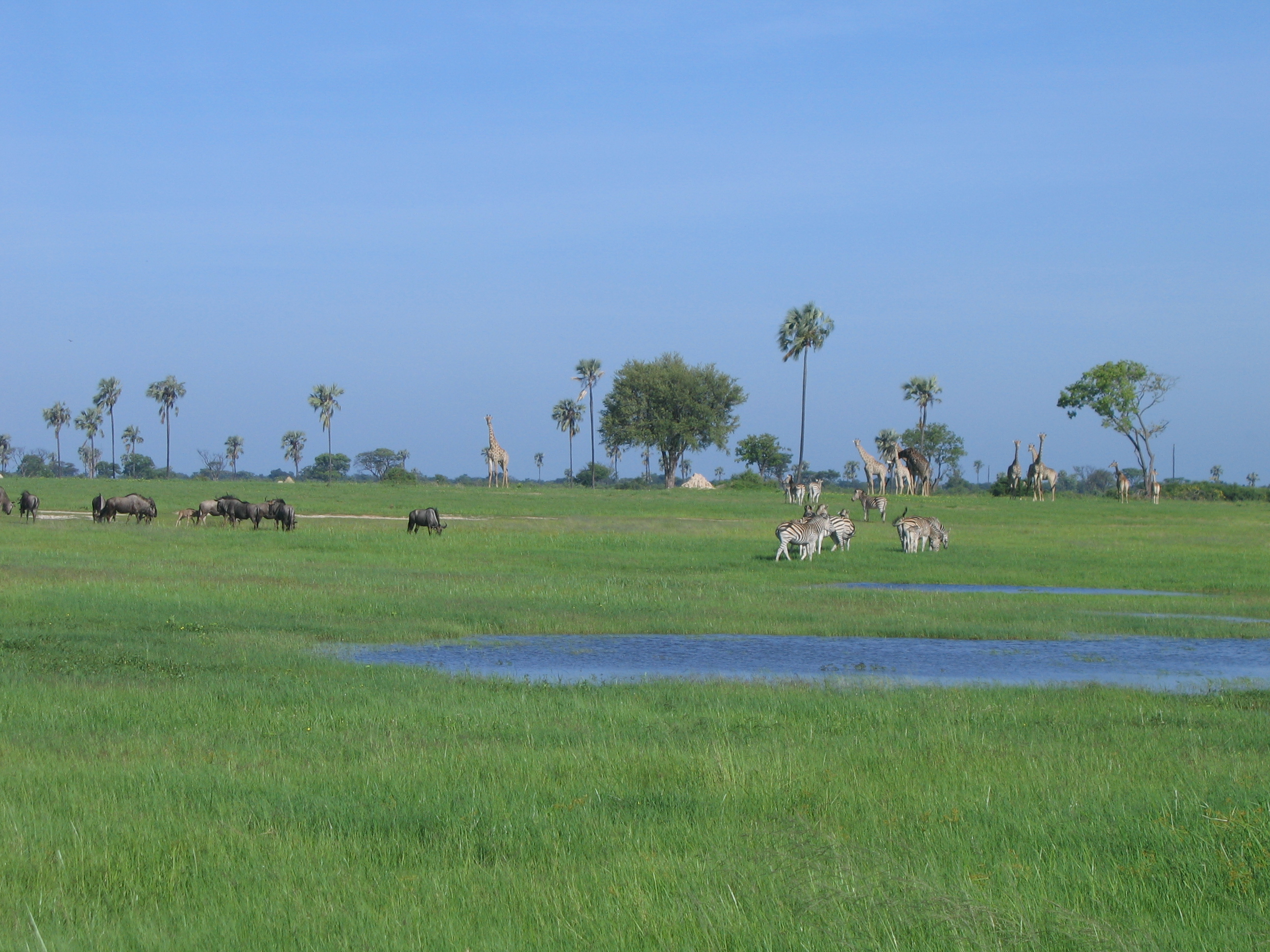
Parc national Hwange

- Parc national de Kazuma Pan
- Parc national du Zambèze
- Parc national des chutes Victoria

## Parcs de loisirs actuels

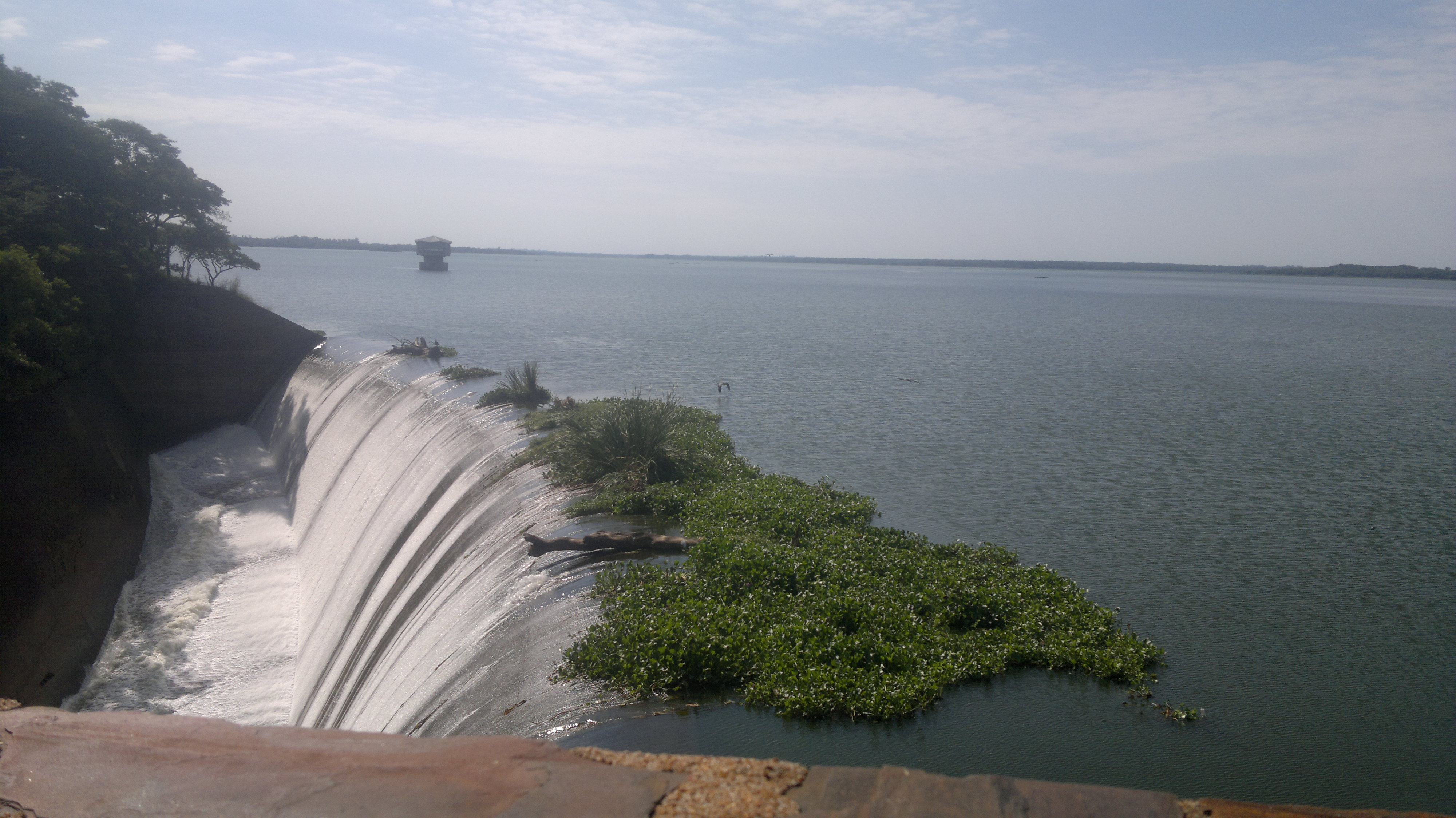
Darwendale (Lake Manyame)

- Parc de loisirs du barrage de Bangala
- Parc de loisirs de Chinhoyi Caves
- Parc récréatif Insiza Dam , également connu sous le nom de Mayfair Dam et Lake Cunningham
- Parc de loisirs de Kavira Hot Springs , près de Mlibizi
- Parc de loisirs du lac Chivero (anciennement McIlwaine)
- Parc de loisirs du lac Kariba
- Parc de loisirs du lac Manyame (anciennement Darwendale)
- Parc de loisirs du lac Mutirikwe (anciennement Kyle)
- Parc de loisirs du barrage de Manjirenji
- Parc de loisirs du lac Matopos
- Parc de loisirs Mupfure (anciennement Umfuli)
- Parc de loisirs du barrage de Mzingwane
- Parc de loisirs de Ngezi
- Parc de loisirs de Sebakwe

## Sanctuaires actuels

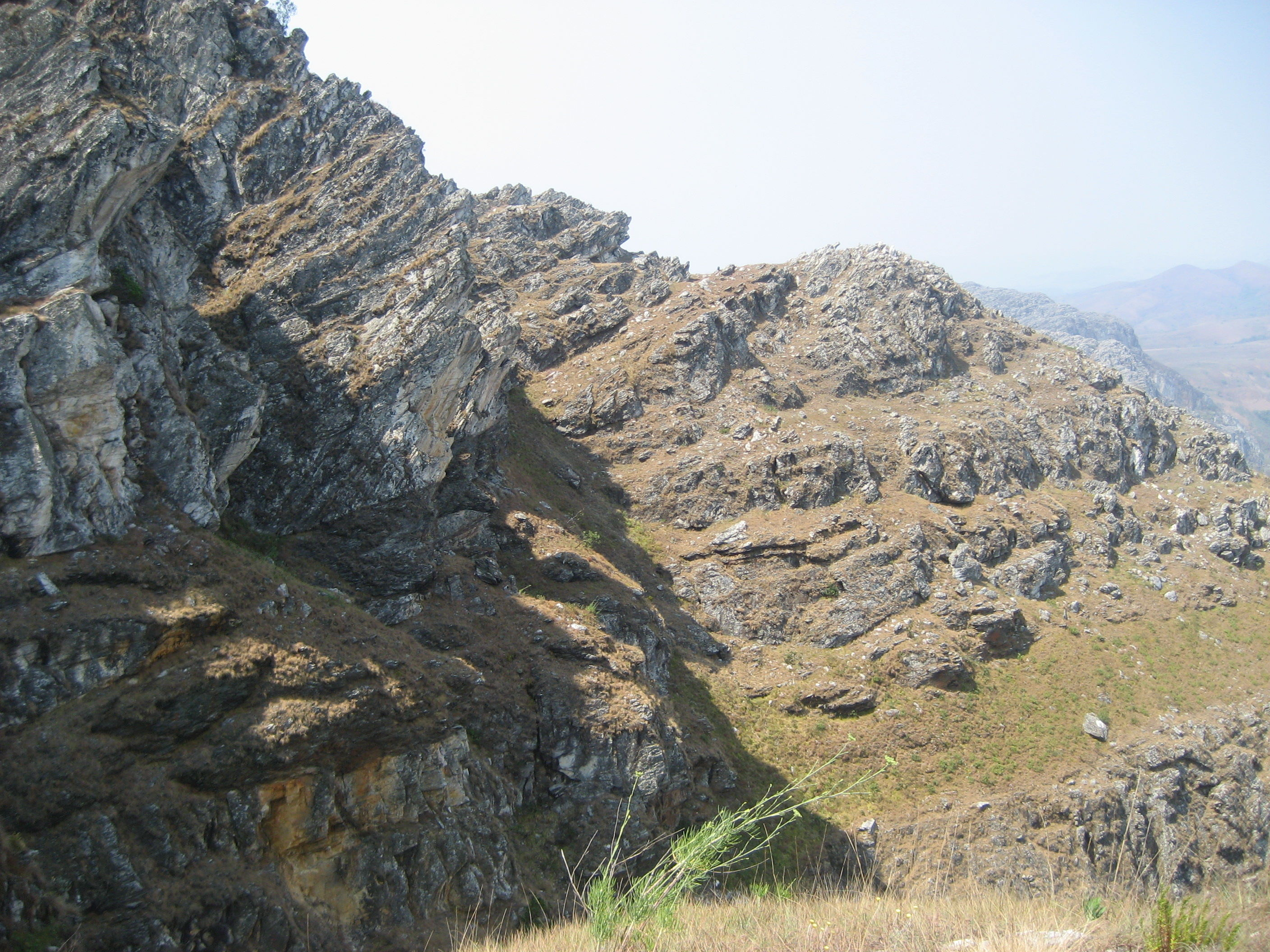
Chimanimani

- Sanctuaire d'elans de Chimanimani
- Manjinji Pan Sanctuary
- Mbazhe Pan Sanctuary
- Sanctuaire Mushandike
- Sanctuaire de Nyamaneche
- Sanctuaire de Tshabalala

## Zones de safari actuelles
- Zone de safari de Charara

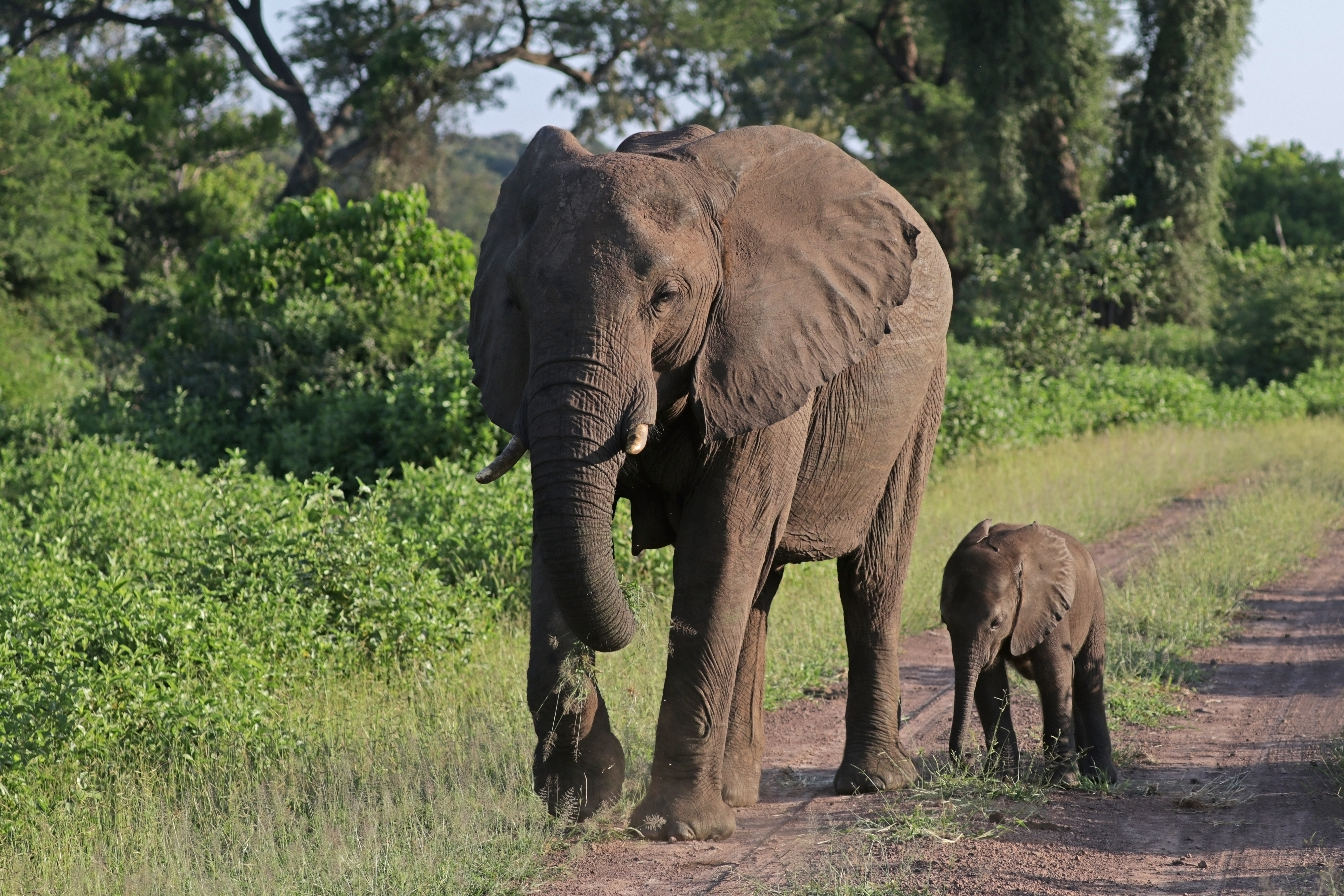
Mone de safari de Matetsi

- Zone de safari de Chegutu (anciennement Hartley A)
- Zone de safari de Chete
- Zone de safari de Chewore
- Zone de safari de Chipinge
- Zone de safari de Chirisa
- Zone de safari de Dande
- Zone de safari de Deka
- Zone de safari de Doma
- Zone de safari de Hurungwe
- Zone de safari de Malipati
- Zone de safari de Matetsi
- Zone de safari de Sapi
- Zone de safari de Sibilobilo
- Zone de safari de Thuli

## Jardins botaniques et réserves
- Réserve botanique de la forêt de Bunga
- Réserve botanique de Chisekera Hot Springs
- Jardin botanique d'Ewanrigg
- Réserve botanique de la forêt d'Haroni
- Réserve Botanique Mazoe
- Réserve botanique du palmier Mwari Raphia
- Jardin Botanique National du Zimbawe
- Réserve botanique pionnière
- Réserve botanique de la forêt de Rusitu
- Réserve Botanique Sebakwe Acacia Karoo
- Réserve botanique de la grande digue de Sebakwe
- Réserve Botanique Acacia Montagne Sebakwe
- Réserve botanique du camp sud
- Réserve botanique du palmier Tingwa Rafia
- Réserve botanique de la rivière Tolo
- Jardins botaniques et réserve de Vumba